# 4,4′-Bis(dimethylamino)-4′′-(methylamino)tritylalkohol
4,4′-Bis(dimethylamino)-4′′-(methylamino)tritylalkohol ist ein Farbstoff aus der Gruppe der Triphenylmethanfarbstoffe, der u. a. zum Färben von Papier und Textilien verwendet und auch für Kugelschreibertinten genutzt werden kann.
Von einigen Notifizierern wird die Bezeichnung Solvent Violet 8 als Synonym für 4,4′-Bis(dimethylamino)-4′′-(methylamino)tritylalkohol verwendet, obwohl laut Colour Index International Solvent Violet 8 die CAS-Nummern 52080-58-7 und 67989-22-4 (Pigment Violet 3:4) sowie die EG-Nummer 268-006-8 hat.

## Eigenschaften
Wenn der Farbstoff eine Verunreinigung mit dem Michlers Keton oder der Michlers Base ≥0,1 % enthält, ist er als ein sogenannter besonders besorgniserregender Stoff (SVHC) zu betrachten und gilt als krebserregend. In diesem Fall besteht eine Informationspflicht des Lieferanten nach Verordnung (EG) Nr. 1907/2006 (REACH) Artikel 33 gegenüber seinen Kunden.